# Sony Pictures Entertainment

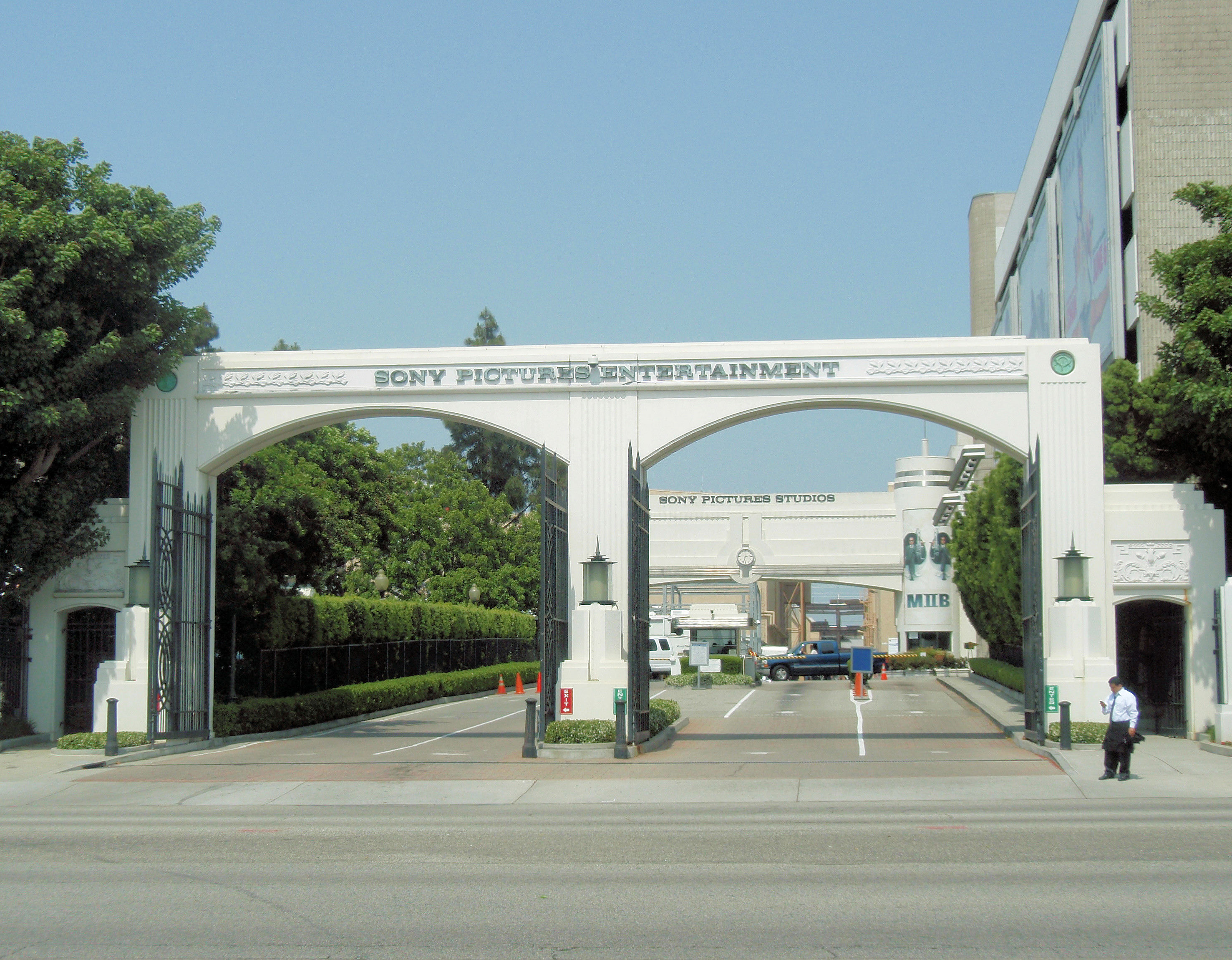
Brama studia Sony Pictures Entertainment

Sony Pictures Entertainment – amerykański producent, dystrybutor filmów oraz programów telewizyjnych należący do Sony Corporation. Siedziba główna Sony Pictures Entertainment znajduje się w Culver City w stanie Kalifornia w Stanach Zjednoczonych.

## Historia
W 1989 roku Sony nabyła amerykańskiego producenta filmów i programów telewizyjnych, koncern Columbia Pictures Entertainment, Inc. (Columbia TriStar Motion Picture Group i Columbia TriStar Television Group) z koncernu Coca-Coli za 3,4 miliarda dolarów. Koncern został przemianowany na Sony Pictures Entertainment w 1991 r., natomiast sama grupa Columbia TriStar Motion Picture pozostała jako holding SPE.

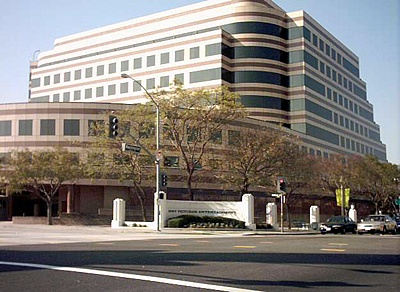
Biura Sony Pictures Entertainment

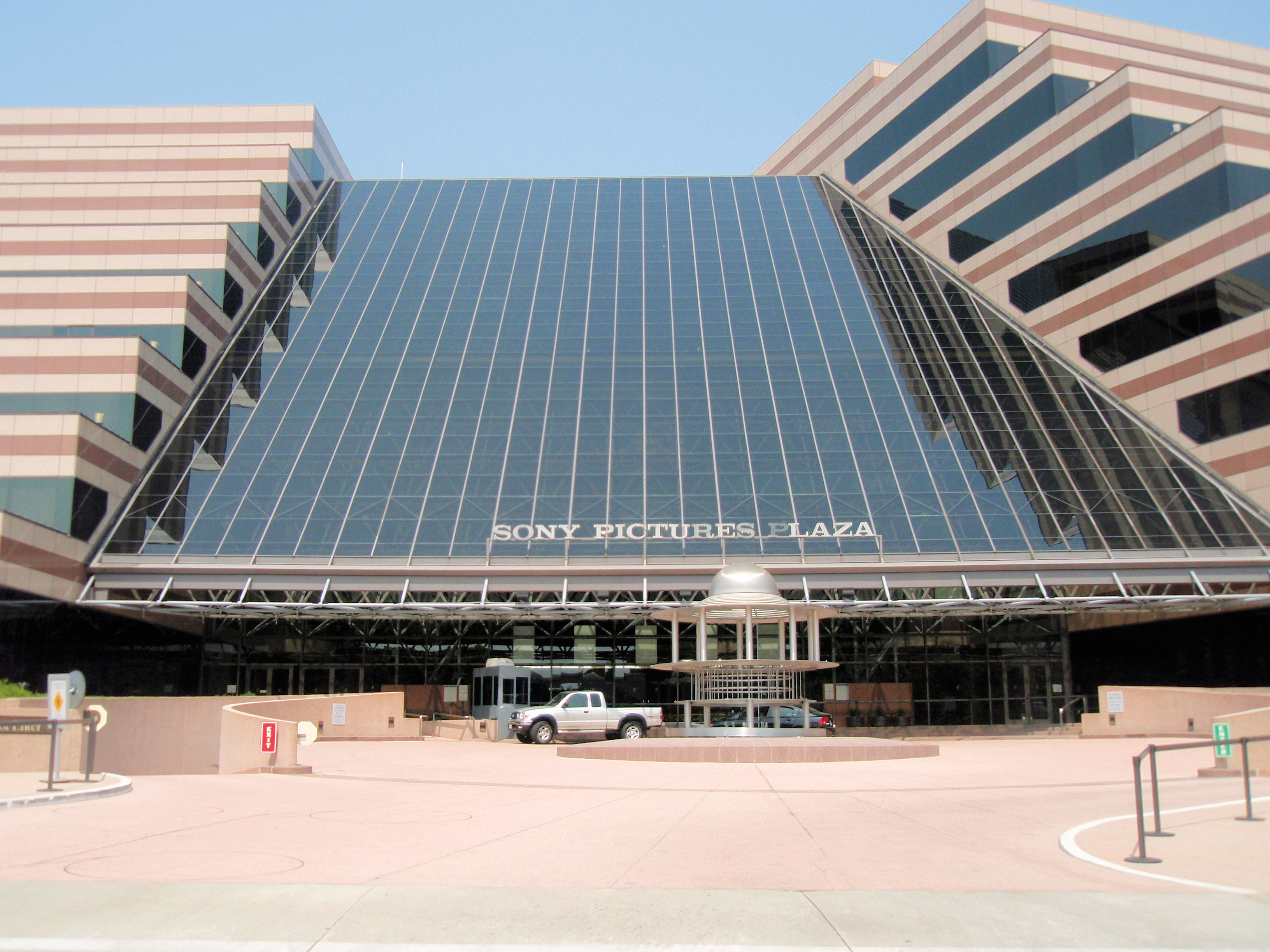
Sony Pictures Plaza w Culver City

## Jednostki zależne
- Columbia TriStar Motion Picture Group
  - Columbia Pictures
  - TriStar Pictures
  - Sony Pictures India(inne języki)
  - Sony Pictures Classics(inne języki) (SPC)
  - Sony Pictures Releasing
  - Sony Pictures Releasing International
  - Screen Gems
  - Triumph Films
  - Destination Films
  - FEARnet(inne języki)
  - Sony Pictures Imageworks(inne języki)
- Sony Pictures Home Entertainment
  - Culver Entertainment(inne języki)
- Sony Pictures Worldwide Acquisitions Group
  - Stage 6 Films(inne języki)

- Sony Pictures Television Group:
  - The Minisode Network(inne języki)
  - C-Spot
  - Merv Griffin Enterprises(inne języki)
  - Barry & Enright Productions(inne języki)
  - Bob Stewart Productions
  - Chuck Barris Productions
  - ELP Communications(inne języki) (ELPC), Tandem Licensing Corporation (TLC)
  - Sony Pictures Television
  - Sony Pictures Television International
    - SPE Networks
      - Sony Entertainment Television(inne języki)
      - Sony Channel
      - Animax
      - Baby TV
      - Duck TV
      - AXN

    - 2waytraffic Acquired

- Sony Pictures Family Entertainment Group(inne języki)
- Sony Online Entertainment
- Sony Pictures Animation
  - Adelaide Productions(inne języki)
- Sony Pictures Consumer Products
- Sony Pictures Digital(inne języki)
  - Sony Pictures Imageworks(inne języki)
    - Sony Station

  - Sony Pictures Network(inne języki)
  - Sony Pictures Mobile(inne języki)
  - Sony Pictures Digital Networks
    - SPiN
    - SoapCity(inne języki)
    - Screenblast
    - Advanced Platform Group APG
- Sony Pictures Cable Ventures, Inc.
- Sony Pictures Studios
  - Sony Pictures Studios Post Production Facilities
  - Worldwide Product Fulfillment
- Game Show Network(inne języki)
- Crackle(inne języki)
- Sony Pictures Entertainment (Japonia) (SPEJ)